# إي إس بي إن
إي إس بي إن (اسم تاجي اختصار عن Entertainment and Sports Programming Network) هي شبكة تلفزيون رياضية عالمية مقرها في الولايات المتحدة، بدأت البث سنة 1979 وهي التلفزيون الأساس لمجموعة «إي إس بي إن» التي أصبحت عام 1996 مملوكة لشركة والت ديزني بنسبة 80% وشركة هيرست بنسبة 20%.
تعد القناة مرجعاً من مراجع الاعلام الرياضي وتتمتع بشعبية كبيرة داخل الولايات المتحدة وخارجها.